# حوزه انتخابیه اول ایلینوی
حوزه انتخابیه اول ایلی‌نوی یک حوزه انتخابیه مجلس نمایندگان آمریکا است که در ایالت ایلی‌نوی قرار دارد.